# Panupong Aramviroj
Panupong Aramviroj (thailändisch ภาณุพงศ์ อารัมภ์วิโรจน์, * 2. April 1981) ist ein ehemaliger thailändischer Fußballspieler.

## Karriere
Panupong Aramviroj stand bis 2008 bei Muangthong United unter Vertrag. Der Verein aus Pak Kret, einem nördlichen Vorort der Hauptstadt Bangkok, spielte in der zweiten thailändischen Liga, der Thai Premier League Division 1. Die Saison 2008 wurde man Meister der Liga und stieg in die erste Liga auf. 2009 wechselte er zum Erstligisten Nakhon Pathom United FC. Am Ende der Saison musste er mit dem Verein aus Nakhon Pathom den Weg in die zweite Liga antreten. Nach dem Abstieg verließ er Nakhon Pathom und wechselte nach Chiangrai zum Zweitligisten Chiangrai United. Mit dem Klub wurde er am Ende der Saison Tabellendritter und stieg somit in die erste Liga auf. Der Erstligaaufsteiger Ratchaburi Mitr Phol nahm ihn 2013 für zwei Jahre unter Vertrag. Für den Verein spielte er 15-mal in der ersten Liga. Sein ehemaliger Verein Nakhon Pathom United FC verpflichtete ihn die Saison 2015.
Am 1. Januar 2016 beendete er seine Karriere als Fußballspieler.

## Erfolge
Muangthong United
- Thai Premier League Division 1: 2008